# Wspólnota Porvoo

Kościoły Wspólnoty z oznaczeniem wyznania (anglikańskie kolorem różowym i fiolet., luterańskie na czerwono) i daty przystąpienia

Wspólnota Porvoo – związek trzynastu europejskich Kościołów anglikańskich i luterańskich. 
Związek powstał dzięki ugodzie, nazwanej Porvoo Common Statement, negocjowanej i podpisanej w miejscowości Järvenpää w Finlandii w 1992 r. Nazwę przyjęto jednak od miasta Porvoo, gdzie odprawiono później wspólne nabożeństwo z eucharystią i którego nazwa jest łatwiejsza do wymówienia.
Porozumienie to jest deklaracją jedności religijnej tych Kościołów oraz deklaracją jedności ze „Starym Kościołem” przed reformacją. 
Kościoły będące we wspólnocie uważają się za części jednego Kościoła powszechnego i apostolskiego, uznającego reformację protestancką, jednak, pomimo oddzielenia od papiestwa, oparte na sukcesji apostolskiej (urzędu) (w przeciwieństwie do Kościołów luterańskich w Niemczech, które tej sukcesji nie mają). 
Kościoły uczestniczące we Wspólnocie to Kościoły anglikańskie z Wysp Brytyjskich, Kościoły luterańskie ze Skandynawii i krajów nadbałtyckich. Później deklaracje podpisały również Kościoły anglikańskie z Półwyspu Iberyjskiego.

## Sygnatariusze umowy z Porvoo
Sygnatariuszami umowy i obserwatorami są
- Kościół Anglii (Church of England)
- Kościół Irlandii (Church of Ireland)
- Szkocki Kościół Episkopalny (The Scottish Episcopal Church)
- Kościół w Walii (Church in Wales)
- Ewangelicko-Luterański Kościół Islandii (Hin evangeliska lúterska kirkja)
- Kościół Ewangelicko-Luterański Danii (Den Danske Folkekirke)
- Kościół Norwegii (Den norske kyrkja)
- Kościół Szwecji (Svenska kyrkan)
- Ewangelicko-Luterański Kościół Finlandii (Suomen evankelis-luterilainen kirkko)
- Estoński Kościół Ewangelicko-Luterański (Eesti Evangeelne Luterlik Kirik)
- Ewangelicko-Luterański Kościół Litwy (Lietuvos Evangelikų Liuteronų Bažnyčia)
- Kościół Luzytański (Igreja Lusitana Católica Apostólica Evangélica)
- Hiszpański Reformowany Kościół episkopalny (Iglesia Española Reformada Episcopal).

Inne kościoły w charakterze obserwatorów: 
- Ewangelicko-Luterański Kościół Łotwy (Latvijas evaņģēliski luteriskā baznīca)
- Ewangelicko-Luterański Kościół Łotwy za granicą (Latvijas evaņģēliski luteriskā Baznīca ārpus Latvijas)
- Kościół Luterański w Wielkiej Brytanii (Lutheran Church in Great Britain).